# Щелелистниковые
Щелелистниковые, или шизофилловые (лат. Schizophyllaceae) — семейство грибов, входящее в порядок Агариковые (Agaricales).

## Описание
Плодовые тела у большинства видов имеют шляпку, некоторые также обладают короткой эксцентрической ножкой. Шляпки белого, серого или желтоватого цвета, гладкие или опушённые. Гименофор сначала гладкий, затем становится рубчатым или пластинчатым, у некоторых видов с цистидами. Гифальная система мономитическая, гифы с пряжками, не цилиндрические. Базидии булавовидной формы, чаще всего с 4 стеригмами. Споры яйцевидной, эллиптической, аллантоидной или цилиндрической формы, гладкие, бесцветные или буроватые, неамилоидные.

## Экология
Представители семейства широко распространены по всему миру. Большинство видов — древесные сапротрофы.

## Таксономия
По данным молекулярно-филогенетических исследований, к щелелистниковым наиболее близко семейство Фистулиновые (Fistulinaceae).

### Синонимы
- Auriculariopsidaceae Jülich, 1981
- Schizophyllaceae Roze, 1876, nom. inval.

### Роды
- Auriculariopsis Maire, 1902
- Schizophyllum Fr., 1815 — Щелелистник